# Friedrich Witthauer

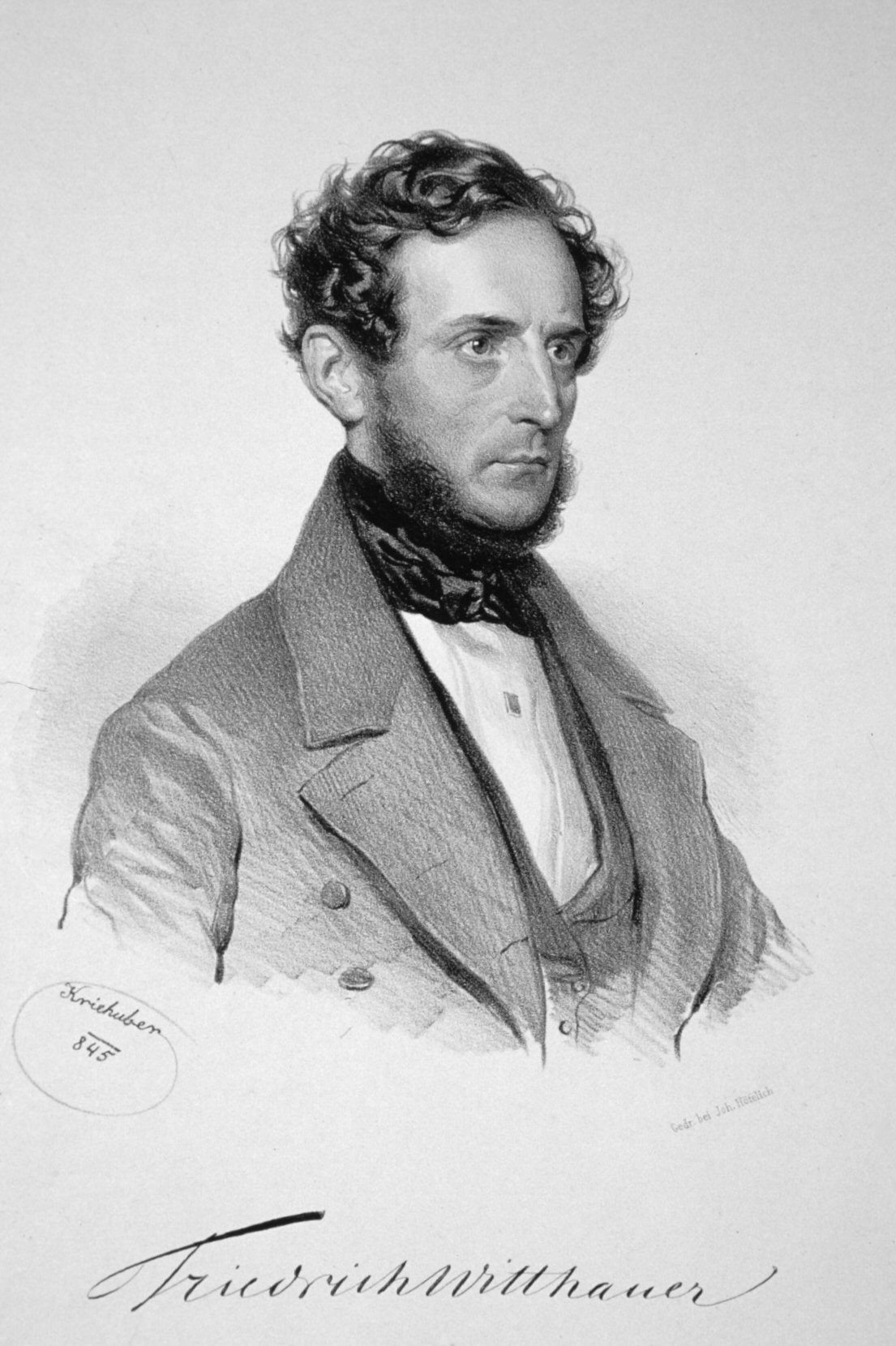
Friedrich Witthauer, Lithographie von Josef Kriehuber Beilage zur Wiener Zeitschrift, 1. Februar 1845

Friedrich Witthauer (* 25. Mai 1793 in Berlin; † 30. September 1846 in Meran) war ein deutsch-österreichischer Journalist, Redakteur und Herausgeber der Wiener Zeitschrift für Kunst, Literatur, Theater und Mode.

## Leben
Über Witthauers Kindheit und Jugend ist wenig bekannt. Er soll entweder 1786 oder 1793 in Bremen geboren sein. Er besuchte das Katharineum zu Lübeck bis Michaelis 1811. Er ist wohl identisch mit jenem Friedrich Witthauer, der als Sohn des schon 1802 in Lübeck verstorbenen Komponisten und Kirchenmusikers Johann Georg Witthauer und Stipendiat des Paulische Familienstipendiums als Student der Rechtswissenschaften in Leipzig nachweisbar ist. Dies wird dadurch untermauert, dass später Wilhelm Crusius, der Anna Elise Witthauer geheiratet hatte, als sein Schwager und Empfänger seines Nachlasses genannt wird. Friedrich Witthauer soll zeitweilig in Schweden und in London gelebt und als preußischer Offizier gedient haben. 1825 ist er als Theaterkritiker in Berlin tätig, wie sich Karoline Bauer erinnerte, bevor er kurz darauf nach Wien ging.
Hier gab er Unterricht in Französisch und Englisch, unter anderem Nikolaus Lenau vor dessen (zeitweiliger) Auswanderung, und schrieb in Adolf Bäuerles Wiener Theaterzeitung wie auch ab 1827 immer wieder in der Wiener Zeitschrift. Als deren Besitzer und Herausgeber Johann Schickh 1835 starb, erwarb Witthauer die allgemein nur als Modezeitung bekannte Zeitschrift von dessen Witwe. Unter seiner Leitung entwickelte sie sich zur angesehensten Zeitschrift Österreichs und wurde mit dem Morgenblatt für gebildete Stände verglichen.
Literarische Einzelwerke von Witthauer liegen nicht vor, dagegen Gedichte und Erzählungen in Zeitschriften, insbesondere in der Wiener Zeitschrift selbst. 1838 gab er eine Anthologie unter dem Titel Album. Unter Mitwirkung vaterländischer Schriftsteller zum Besten der Verunglückten in Pesth und Ofen heraus, dessen Ertrag den Opfern einer Überschwemmung im heutigen Budapest zugedacht war; den Band, in dem sich Beiträge nahezu aller hervorragenden österreichischen Schriftsteller des Biedermeier finden, eröffnet ein Vorwort von Nikolaus Lenau.
Mitte der 1840er Jahre zwangen ihn ein schweres Brustleiden wie auch die immer stärker werdende Zensur des Vormärz zum Rückzug. Zum Ende des Jahres 1844 gab er die Herausgabe der Zeitschrift auf. Sein Nachfolger als Redakteur wurde Gustav von Franck.
Er ging über Venedig nach Meran, wo er im Sommer 1846 eintraf und im September starb. Er wurde in Meran auch beigesetzt, wo eine Marmortafel in der Kirchenmauer an ihn erinnerte.

## Ehrungen
Witthauer zum Gedächtnis wurde 1894 die Kleingasse in Wien-Währing in Witthauergasse umbenannt.

## Werke
- Album: Unter Mitwirkung vaterländischer Schriftsteller zum Besten der Verunglückten in Pesth und Ofen. Wien: Anton Strauß 1838